# Zoey Deutch
Zoey Francis Thompson Deutch (Los Ángeles, 10 de noviembre de 1994) es una actriz, productora y modelo estadounidense. Es conocida por su papel de Maya en la serie de Disney Channel Zack y Cody: Gemelos a Bordo (2010), en las películas Vampire Academy (2014), Why Him? (2016), Before I Fall (2017) y Zombieland: Double Tap (2019), y en la serie de Netflix The Politician (2019). También es conocida por haber salido en el vídeo oficial de la canción «Perfect» del cantante británico Ed Sheeran.

## Vida y carrera

### Familia
Zoey Francis Thompson Deutch nació el 10 de noviembre de 1994 en Los Ángeles, California, siendo la segunda hija de la actriz Lea Thompson (Back to the Future y Cambiadas al nacer) y el director Howard Deutch. Tiene una hermana mayor, Madelyn Deutch, que también es actriz. Su tío abuelo es el actor Robert Walden (quien es el hermano de su abuela paterna). Fue criada en la religión judía de su padre, y tuvo un Bat Mitzvah.

### 2010-2013: Primeras apariciones en cine y televisión
Comenzó su carrera en 2010 haciendo un papel recurrente en la tercera temporada de la serie original de Disney Channel The Suite Life on Deck como Maya Bennett, el interés amoroso de Zack Martin, interpretado por Dylan Sprouse. Entre 2011 y 2012, tuvo un papel recurrente como Juliet Martin en la serie de la cadena The CW Ringer. Debutó en la pantalla grande en Mayor Cupcake (2011) junto a su madre y su hermana. Reservó una pequeña escena en The Amazing Spider-Man, pero el director Marc Webb cortó la escena, aunque está incluida en el DVD.
En 2011, apareció en un episodio de la serie de televisión NCIS titulado «One Last Score». También apareció en un episodio de la serie de televisión Criminal Minds: Suspect Behavior titulado «The Girl In The Blue Mask» y consiguió un papel en la película para televisión de Marc Cherry Hallelujah. Consiguió su gran avance en la pantalla grande con el papel secundario de Emily Asher, junto a Emma Thompson, Thomas Mann y Alden Ehrenreich en el drama de fantasía, romance y drama Beautiful Creatures, de 2013, basada en la novela estadounidense para adultos jóvenes del mismo nombre escrita por los autores Kami García y Margaret Stohl y el primer libro de la serie Caster Chronicles.

### 2014-2016: Avance en películas posteriores
El 1 de febrero de 2013, se anunció que interpretaría el personaje principal Rosemarie Hathaway en la adaptación cinematográfica de la serie de libros Vampire Academy, Vampire Academy: Blood Sisters. La película se estrenó en 2014. La película marcó su primera aparición como protagonista. Jordan Hoffman, del New York Daily News, calificó su actuación en la película como actuación principal destacada. En enero de 2014, se anunció que protagonizaría junto a Tyson Ritter en Midnight Rider de Randall Miller, una película biográfica de Gregg Allman. Luego, se unió a la comedia adolescente Good Kids, que fue lanzada el 21 de octubre de 2016 por Vertical Entertainment. También consiguió el papel principal en la comedia romántica Cover Girl de Julie Plec y Sue Kramer y protagonizó el video musical oficial de la canción «Opium» de The New Division con Avan Jogia.
En 2016, interpretó a Beverly en Everybody Wants Some!! de Richard Linklater, que se estrenó en el Festival de Cine SXSW. Fue esencialmente la única protagonista femenina en la película, junto con el jugador de béisbol de primer año Jake Bradford interpretado por Blake Jenner. Protagonizó junto a Robert De Niro y Zac Efron en Dirty Grandpa, como el interés amoroso del personaje de Efron y en Why Him? junto a James Franco, Bryan Cranston y Megan Mullally. Interpretó a una estudiante de Stanford, hija de los personajes de Bryan Cranston y Megan Mullally, que se enamora de un multimillonario, Laird, interpretado por James Franco. Su siguiente papel fue en el drama criminal Vincent-N-Roxxy, junto a Emory Cohen, Emile Hirsch y Zoë Kravitz, que se estrenó en el Festival de Cine de Tribeca de 2016.

### 2017-2022: Reconocimiento adicional

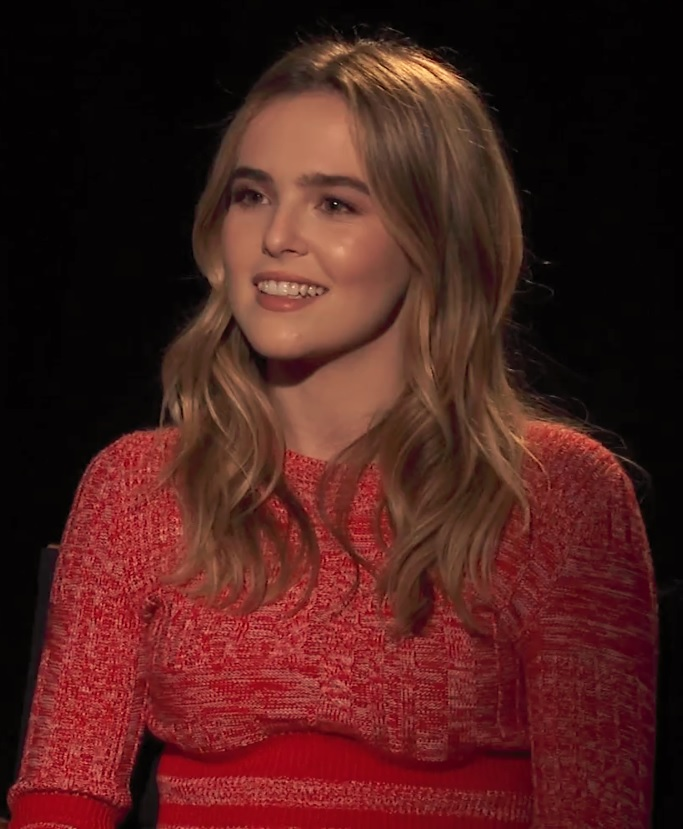
Deutch en junio de 2017.

Interpretó a Samantha «Sam» Kingston en Before I Fall, una adaptación de la novela para adultos jóvenes más vendida de Lauren Oliver del mismo nombre, también protagonizada por Jennifer Beals y Kian Lawley. Andrea Mandell de USA Today describió Before I Fall como un hito en su carrera ascendente. Los guiones de Good Kids, Dirty Grandpa y Before I Fall estaban en la Lista Negra de 2011. Una segunda película se estrenó en el Festival de Cine de Sundance en 2017, Rebel in the Rye de Danny Strong. La película biográfica del autor J. D. Salinger la vio como Oona O'Neill junto a Nicholas Hoult, Kevin Spacey y Laura Dern.
Protagonizó Flower dirigida por Max Winkler, con un guion escrito por Alex McAulay. Flower se agregó a la Lista Negra de 2012 y se estrenó en el Festival de Cine de Tribeca de 2017. Aubrey Page de Collider describió su actuación como una «actuación principal eléctrica»  y David Ehrlich de IndieWire pensó que la película «confirma que Zoey Deutch es una auténtica estrella en ciernes». Frank Scheck de The Hollywood Reporter concluyó que «Flower se redime sólo con la actuación magnética de Zoey Deutch, que sería una estrella si estuviera al servicio de un vehículo mejor». Apareció en la película debut como directora de su madre, Lea Thompson, The Year Of Spectacular Men como Sabrina, con Avan Jogia, su hermana Madelyn, Cameron Monaghan y Nicholas Braun. En la cinta también comparte el crédito de producción en la película. Tuvo su estreno mundial en junio de 2017 en el Festival de Cine de Los Ángeles y se proyectó en varios festivales de cine antes del estreno en cines. Scott Menzel de We Live Entertainment describió su papel de Sabrina en esta película como «sin lugar a dudas su mejor actuación hasta la fecha». Junto con estos, en el mismo año, se la vio junto a Ed Sheeran en el video musical oficial de su canción «Perfect» del álbum ÷. El video que fue lanzado el 9 de noviembre de 2017 ha obtenido más de 2.8 mil millones de visitas y 15 millones de me gusta, hasta abril de 2021. También en 2017, apareció en The Disaster Artist de James Franco, basada en el libro de Greg Sestero y Tom Bissell, que cuenta la historia detrás de escena detrás de la película de culto The Room.
Protagonizó junto a su coestrella de Everybody Wants Some, Glen Powell, en la comedia romántica de Netflix Set It Up de 2018. La historia sigue a dos asistentes con exceso de trabajo que intentan quitarse de encima a sus horribles jefes colocándolos juntos. También consiguió un papel en la comedia dramática The Professor junto a Johnny Depp. En mayo de 2019, los creadores de la comedia romántica de Netflix Set It Up anunciaron que se reunirá con Glen Powell para otra comedia romántica titulada provisionalmente Most Dangerous Game. Apareció en la película dramática Buffaloed dirigida por Tanya Wexler en el 2018, donde ejerció por segunda ocasión como productora.
En julio de 2018, se anunció que protagonizaría la nueva serie de comedia de televisión web de Ryan Murphy en Netflix, The Politician junto a Ben Platt y Gwyneth Paltrow, que se lanzó en Netflix el 27 de septiembre de 2019.Interpretó a Madison en Zombieland: Double Tap junto a Emma Stone y Jesse Eisenberg, la secuela de la comedia de zombis Zombieland, que se estrenó el 11 de octubre de 2019. Recibió críticas positivas por su actuación, y fue nominada en los Premios Fangoria Chainsaw 2020 a la mejor actriz de reparto.
En 2020, protagonizó la adaptación de la serie de televisión Quibi Home Movie: The Princess Bride, para recaudar fondos para World Central Kitchen. En 2021, apareció en el video musical «Anyone», una canción del cantante canadiense Justin Bieber; para la primera canción. También se unió a Hound como el personaje principal Callie y también como productora.
En febrero de 2021, se anunció que Deutch protagonizaría el debut como director de Graham Moore The Outfit, junto a Mark Rylance y Dylan O'Brien. En junio de 2021, fue elegida para Not Okay de Quinn Shephard, un largometraje satírico para Hulu, donde ejerció como productora ejecutiva.  Prestó su voz para el personaje de Lily en la serie de comedia animada para adultos Fairfax que se estrenó en Amazon Prime Video en octubre de 2021.  En noviembre de 2021, se anunció que interpretará el papel principal y será productora ejecutiva de Something from Tiffany's, una película original de Amazon coproducida por Reese Witherspoon y Hello Sunshine, basada en la novela de Melissa Hill. 
En mayo de 2023, Deutch rodó Juror No. 2, la última película como director de Clint Eastwood, junto con los actores Nicholas Hoult y Toni Collete. También se anunció su incorporación a Anniversary junto a Diane Lane y Kyle Chandler.

## Vida personal
Ella es una lectora voraz, estudia con un tutor de ciencias políticas  y toma clases de arte en el Museo de Arte del Condado de Los Ángeles. Mantuvo una relación con el actor Avan Jogia entre los años 2011 a 2016.

## Filmografía

### Cine
| Año  | Título                      | Papel                     | Notas                        |
| ---- | --------------------------- | ------------------------- | ---------------------------- |
| 2011 | Mayor Cupcake               | Lana Maroni               |                              |
| 2012 | The Amazing Spider-Man      | Chica chismosa            | Escenas eliminadas           |
| 2013 | Beautiful Creatures         | Emily Asher               |                              |
| 2014 | Vampire Academy             | Rosemarie «Rose» Hathaway |                              |
| 2016 | Dirty Grandpa               | Shadia                    |                              |
| 2016 | Everybody Wants Some!!      | Beverly                   |                              |
| 2016 | Vincent-N-Roxxy             | Kate                      |                              |
| 2016 | Good Kids                   | Nora Sullivan             |                              |
| 2016 | Why Him?                    | Stephanie Fleming         |                              |
| 2017 | Before I Fall               | Samantha Kingston         |                              |
| 2017 | Rebel in the Rye            | Oona O'Neill              |                              |
| 2017 | The Disaster Artist         | Bobbi                     |                              |
| 2017 | Flower                      | Erica Vandross            |                              |
| 2017 | The Year Of Spectacular Men | Sabrina Klein             | También productora           |
| 2018 | Set It Up                   | Harper Moore              |                              |
| 2018 | The Professor               | Claire                    |                              |
| 2019 | Buffaloed                   | Peg Dahl                  | También productora           |
| 2019 | Zombieland: Double Tap      | Madison                   |                              |
| 2022 | Something from Tiffany's    | Rachel Meyer              | También productora ejecutiva |
| 2022 | Not Okay                    | Danni Sanders             | También productora ejecutiva |
| 2022 | The Outfit                  | Mable Shaun               |                              |
| 2024 | Juror #2                    | Allison «Ally» Crewson    |                              |
| 2024 | Anniversary                 | Cynthia                   |                              |

### Televisión
| Año       | Título                           | Papel                       | Notas                                 |
| --------- | -------------------------------- | --------------------------- | ------------------------------------- |
| 2010–2011 | The Suite Life on Deck           | Maya Bennett                | 7 episodios                           |
| 2011      | NCIS                             | Lauren                      | Episodio: «One Last Score»            |
| 2011      | Criminal Minds: Suspect Behavior | Blue Mask Girl              | Episodio: «The Girl in the Blue Mask» |
| 2011      | Hallelujah                       | Willow Turner               | Piloto de ABC no emitido              |
| 2011–2012 | Ringer                           | Juliet Martin               | 18 episodios                          |
| 2013      | Switched at Birth                | Elisa Sawyer                | 2 episodios                           |
| 2019–2020 | The Politician                   | Infinity Jackson            | Elenco principal                      |
| 2020      | Home Movie: The Princess Bride   | Princesa Buttercup / Fezzik | Episodio: «To The Pain!»              |
| 2021–2022 | Fairfax                          | Lily                        | Papel de voz; 7 episodios             |

### Videografía
| Año  | Título    | Notas                                                                         |
| ---- | --------- | ----------------------------------------------------------------------------- |
| 2017 | «Perfect» | Esta canción es una obra de Ed Sheeran grabada en 2016 y estrenada en el 2017 |
| 2020 | «Anyone»  | Esta canción es una obra de Justin Bieber grabada en 2020 y estrenada en 2021 |

## Premios y nominaciones
| Año  | Premio                                        | Categoría                         | Nominación             | Resultado | Ref.   |
| ---- | --------------------------------------------- | --------------------------------- | ---------------------- | --------- | ------ |
| 2014 | Teen Choice Awards                            | Mejor actriz de película: Comedia | Vampire Academy        | Nominada  | [ 62 ] |
| 2016 | Festival Internacional de Cine de Napa Valley | Estrella en ascenso de Chandon    | Ella misma             | Ganadora  | [ 63 ] |
| 2017 | Women in Film Crystal + Lucy Awards           | MAXMARA Rostro del futuro         | Ella misma             | Ganadora  | [ 64 ] |
| 2017 | Festival Internacional de Cine de Dallas      | Premio Diff Shining Star          | Ella misma             | Ganadora  | [ 65 ] |
| 2017 | Savannah Film Festival                        | Premio Estrella en ascenso        | Ella misma             | Ganadora  | [ 66 ] |
| 2017 | Teen Choice Awards                            | Mejor actriz de película: Drama   | Before I Fall          | Nominada  | [ 67 ] |
| 2019 | Festival Mundial de Cine y Música de Ischia   | Actriz Ischia del año             | Ella misma             | Ganadora  | [ 68 ] |
| 2020 | Asociación de Críticos de Hollywood           | Próxima generación de Hollywood   | Ella misma             | Ganadora  | [ 69 ] |
| 2020 | Fangoria Chainsaw Awards                      | Mejor actriz de reparto           | Zombieland: Double Tap | Nominada  | [ 50 ] |